# Герб Перечинського району
Герб Пере́чинського райо́ну — офіційний символ Перечинського району Закарпатської області, затверджений рішенням сесії районної ради 3 липня 2003 року, а 28 квітня 2005 року — уточнено його зміст та опис.

## Опис
У верхній половині герба на срібному фоні дві сині поздовжні стрічки, у які плавно вписується зростаюче увись зелене поле, серед якого — срібний ключ. У нижній частині на срібному тлі — червоно-чорне зображення могутнього тура.
Символіка кольорів:
- зелений — надія, достаток, воля;
- синій — вірність і чесність;
- червоний — мужність, любов, великодушність;
- чорний — мудрість, обачність;
- срібний — невинність і доброта.

Дві сині стрічки символізують Уж і Тур'ю — дві основні річки Перечинщини. Срібний фон означає, що район є часткою Закарпаття, яке віддавна називають Срібною Землею. Відтворено низинний і високогірний рельєфи місцевості, зелене багатство лісів і долин. Ключ — ознака історичних торговельних шляхів, що пролягають через район, він також трактується, як ключ від природних багатств. Зображення тура — за історичним описом, як данина пам'яті, оскільки слово «тур» притаманне у назвах сіл, річок і Тур'янської долини.